# William Gull
William Withey Gull, 1.º Baronete de Brook Street (31 de dezembro de 1816 — 29 de janeiro de 1890) foi um médico inglês do século XIX. De família modesta, subiu nos escalões da profissão médica até ter uma atividade privada importante e desempenhar importantes funções incluindo Diretor do Guy's Hospital, Professor de Fisiologia e Presidente da Sociedade Clínica Fullerian. Em 1871, tendo tratado com sucesso Eduardo, Príncipe de Gales durante um surto potencialmente mortal de febre tifoide, foi-lhe dado o título de Barão  e designado como um dos médicos permanentes da Rainha Victoria.